# Papa się żeni
Tata se căsătorește sau Papa się żeni este un film de comedie polonez din 1936 regizat de Michał Waszyński⁠(d).

## Distribuție
- Lidia Wysocka ... Lili
- Jerzy Sulima-Jaszczolt
- Mira Zimińska⁠(d) ... Mira Stella
- Jadwiga Andrzejewska⁠(d) ... Jadzia
- Klara Belska
- Stefania Betcherowa
- Franciszek Brodniewicz ... Visconti
- Zofia Downarówna
- Antoni Fertner⁠(d) ... Baron
- Stefania Górska⁠(d) ... Dansator
- Władysław Grabowski⁠(d) ... Ralfini
- Stanisław Grolicki⁠(d) ... Editorul orașului
- Fryderyk Jarossy ... Director 'Olimpii'
- Eugeniusz Koszutski⁠(d)
- Edmund Minowicz
- Zbigniew Rakowiecki ... Jerzy Murski
- Wincenty Rapacki
- Stanisław Sielański⁠(d) ... servitorul lui Visconti